# Álbuns de Snoop Dogg
A discografia de álbuns do rapper estadunidense Snoop Dogg consiste em treze álbuns de estúdio, quinze compilações, quatro trilhas sonoras, três álbuns de grandes êxitos, um extended play e vinte quatro mixtapes. Em 1992 Snoop assinou contrato com a Death Row Records para o lançamento de seu álbum de estréia Doggystyle. Lançado em 1993, o álbum foi um sucesso absoluto em sua semana de estréia, vendendo incríveis 802,858, alcançando o recorde de vendas para um artista estreante, e também o álbum de Hip Hop com maior vendagem na primeira semana, perdendo o posto sete anos depois para The Marshall Mathers LP, do rapper Eminem. Além dos recordes de vendas o disco estreou na primeira posição na Billboard 200, na qual permaneceu na liderança por três semanas não consecutivas, e por cinco semanas na Billboard R&B/Hip-Hop Albums. Doggystyle foi incluído na lista da revista The Source como um dos 100 Melhores Álbuns Rap, bem como na lista da Rolling Stone dos Álbuns Essenciais da década de 1990. O site About.com incluiu o disco na decima nona posição na lista dos melhores álbuns de hip hop/rap de todos os tempos. Em maio de 1994 a Recording Industry Association of America certificou o álbum como quadrupla platina, sendo o álbum de Snoop mais vendido no país até a data. Do LP foram extraídos três singles "What's My Name", "Gin and Juice" e "Doggy Dogg World", os dois primeiros top dez na Billboard Hot 100, líderes da Rap Songs e certificados Ouro pela RIAA. O álbum já vendeu mais de 8 milhões de copias em todo o mundo.
Em 1994 quando ainda era membro da Death Row Snoop Dogg lançou o curta-metragem Murder Was the Case, que teve a banda sonoro homônima ao filme, o LP vendeu 329,000 copias na primeira semana, assim como seu álbum anterior liderou as paradas de álbuns da Billboard, na semana seguinte permaneceu no topo da parada com 197,000 copias vendidas, sendo certificado ouro com apenas duas semanas. O disco vendeu mais de dois milhões de copias, sendo então certificado duas vezes platina pela Recording Industry Association of America.
Snoop lançou seu segundo álbum de estúdio, intitulado Tha Doggfather, em 1996, sendo seu primeiro disco a não ter a produção de Dr. Dre. O álbum estreou no topo das paradas de álbuns da Billboard com 479,000 exemplares vendidos na primeira semana. Assim como a trilha sonoro anterior o disco foi certificado platina dupla no Estados Unidos. Diferentemente dos seus álbuns anteriores, seu segundo álbum de estúdio abrangeu mais o mercado europeu, tendo como single de maior repercussão a faixa "Snoop's Upside Ya Head". Tha Doggfather foi o último álbum do rapper como artista da Death Row Records. O Disco vendeu mais de 4 milhões de copias em todo o mundo.
Em 1998 o artista lançou Da Game Is to Be Sold, Not to Be Told seu terceiro álbum de estúdio. O álbum estreou em número um na parada de álbuns Billboard 200 com 520,000 cópias vendidas na semana de lançamento, e continuou no topo na semana seguinte vendendo adicionais 246,000 unidades de acordo com a Nielsen SoundScan. Continuou no top dez por cinco semanas; assim foi rapidamente certificado platina dupla mais tarde naquele ano. O álbum apresentou na maioria artistas da No Limit e foi uma mudança dos primeiros álbuns de Snoop que eram estritamente West Coast hip hop. É geralmente considerado por críticos e fãs um dos seus piores álbuns. Mesmo com as críticas negativas o álbum rendeu dois singles de sucesso no Estados Unidos, "Still a G Thang" e "Woof!", ambos alcançaram a terceira posição na Rap Songs da Billboard. O LP vendeu aproximadamente 2,400,000 copias ao redor do mundo.
No ano seguinte, 1999, Snoop lançou seu primeiro álbum por meio de sua gravadora Doggystyle Records, intitulado No Limit Top Dogg. O disco foi o primeiro desde Murder Was the Case a ter a produção de Dr. Dre. As 187.400 cópias vendidas na primeira semana o fizeram o disco estrear na segunda posição na Billboard 200, somente atrás do álbum auto intitulado de Ricky Martin, que vendeu 661.000 cópias. Sendo o primeiro álbum de Snoop que não estreou em primeiro lugar na parada, mesmo com sua forte venda na primeira semana, provavelmente por causa da antecipação do álbum de Ricky Martin. Porem liderou a parada de álbuns e R&B e Hip Hop. O álbum vendeu mais 1.503.865 cópias em 1999. sendo então certificado platina pela RIAA, Ouro pela Music Canada, e Prata pela BPI do Reino Unido. O disco rendeu três singles sem muita repercussão nas radios, sendo eles "G Bedtime Stories", "Bitch Please" e "Down 4 My Niggaz".
Seu quinto álbum de estúdio Tha Last Meal, vendeu mais de 397 mil cópias na primeira semana de venda, estreando na quarta posição da Billboard 200, e na liderança da Top R&B/Hip-Hop Albums. O álbum foi certificado Platina pela RIAA e já vendeu mais de dois milhões de cópias até à data de acordo com a SoundScan. O álbum vazou na internet no dia 1 de dezembro de 2000 por Suge Knight, que disponibilizou todas as faixas para download em MP3 no site oficial da ex-empresa de Snoop Dogg a Death Row Records. O single "Snoop Dogg (What's My Name Pt. 2)" como foi indicado como o "Videoclipe do Ano" na cerimonia da Hip-Hop Music Awards 2001, cerimonia a qual o álbum ganhou o premio de "Álbum do Ano" O single "Wrong Idea" também foi incluída no segundo álbum do Bad Azz, participa da faixa juntamente com Snoop. Tha Last Meal foi o último álbum de Snoop na No Limit Records.
Paid tha Cost to Be da Bo$$ foi lançado como sexto álbum de estúdio do artista em 2002, pelas editoras discográficas Doggystyle Records, Priority Records e Capitol Records. Do álbum foi extraído o single "Beautiful", top dez na Billboard Hot 100 e certificado ouro pela Australian Recording Industry Association e platina pela RIANZ. O álbum foi certificado platina pela RIAA, e já vendeu mais de 1,3 milhões de cópias em todo o mundo.  Paid tha Cost to Be da Bo$$ foi o primeiro álbum de Snoop apos a sua saída do selo No Limit Records.
Em junho de 2004 Snoop Dogg assinou com a gravadora Star Trak Entertainment de Pharrell Williams e Chad Hugo, os "The Neptunes", para produzir seu próximo sétimo álbum de estúdio intitulado R&G (Rhythm & Gangsta): The Masterpiece. O álbum vendeu cerca de 225.000 cópias em sua primeira semana e estreou na sexta posição na Billboard 200. Ele vendeu mais de 1,724,000 cópias nos Estados Unidos da América de acordo com o SoundScan. No Reino Unido o disco foi certificado platina, com mais de trezentas mil copias vendidas no país, superando ainda a marca de mais de cem mil copias vendidas na Alemanha, Canadá e França, esse último país o disco vendeu mais de cento e dezoito mil copias. O disco vendeu mais e de 3,000,000 copias em todo o mundo. Foram laçados quatro singles para o álbum, sendo eles, "Drop It Like It's Hot" foi o primeiro tendo seu lançamento ocorrido em 12 de Setembro de 2004. A canção tem a participação do cantor e produtor musical Pharrell Williams. A canção foi um grande exito comercial alcançando a primeira colocação na Billboard Hot 100, sendo seu primeiro single a alcançar tal feito. O single foi indicado ao Grammy Awards nas categorias Melhor canção de Rap e Melhor performance de rap por dupla ou grupo, porem perdeu nas duas categorias. Mais tarde Drop It Like It's Hot foi certificada platina dupla pela Recording Industry Association of America, apos ultrapassar a marca de 2 milhões de copias vendidas no país, sendo ainda certificada Prata no Reino Unido, e Ouro na Austrália e na Nova Zelândia. Nas paradas musicais internacionais o single ficou na decima posição na UK Singles Chart, e também no top dez de mais doze países. Em 2009 o single foi escolhido a canção de Hip Hop mais popular da década pela revista Billboard. "Let's Get Blown" que teve desempenho comercial mediano no Estados Unidos, chegando apenas quinquagésima quarta posição na Billboard Hot 100, decima nona na Billboard R&B/Hip-Hop Songs, e a decima segunda na Billboard Rap Songs. Fora do seu país de origem a faixa chegou a decima perceira posição no Reino Unido, a vice liderança na Bélgica e a primeira posição na África do Sul. "Signs" que teve a participação dos cantores Justin Timberlake e Charlie Wilson. O single foi o segundo maior exito do álbum chegando a quadragésima sexta posição na Billboard Hot 100, e a decima sétima na Mainstream Top 40, porem a maoir parte do sucesso da canção se fez na Europa aonde ficou entre as dez melhores oito países, dentre eles na liderança na parada musical australiana. a Recording Industry Association of America certificou o single como Ouro, pela número superior a 500 mil copias vendidas no país. e "Ups & Downs" que obteve a melhor colocação na Bélgica, aonde chegou a terceira posição.
Dois anos depois Snoop lançou Tha Blue Carpet Treatment, que estreou no número cinco na Billboard 200 com 264 mil cópias vendidas em sua primeira semana. O disco foi listado na posição 97 pela Nielsen SoundScan entre os 100 melhores álbuns de 2006, no final do ano o número de vendas do disco chegou a 637 mil cópias apesar de ter sido lançado em meados de novembro.
O disco foi o primeiro álbum de estúdio do artista a não vender pelo menos 1 milhão de copias no Estados Unidos, porem é altamente considerado pela crítica como o seu melhor disco desde seu álbum de estréia Doggystyle. Do álbum foi extraído o single número na Billboard Hot 100 "I Wanna Love You", lançado em dueto com o senegalês Akon. Este single foi certificado platina tripla pela RIAA e platina no Brasil, sendo a primeira certificação que o rapper recebeu do país. O segundo grande sucesso do álbum foi "That's That" que teve a participação do astro do R&B R. Kelly. Blue Carpet vendeu mais de 1,500,000 copias em todo o mundo.
Ego Trippin' foi lançado em 2008, como nono álbum de estúdio de Snoop. O álbum vendeu mais de 137 mil cópias em sua primeira semana no Estados Unidos, estreando na terceira posição na Billboard 200, e em segundo tanto na R&B/Hip-Hop Albums quanto na Rap Albums, ambas as paradas distribuídas pela revista Billboard. O álbum vendeu mais de 400.000 cópias no país de origem. Do álbum foi retirado single top dez na Hot 100 e líder na Hot Dance Club Songs "Sexual Eruption". O LP foi disco de ouro na Rússia, e vendeu mais de 600,000 copias em todo o mundo.
Seu decimo álbum, Malice n Wonderland estreou na vigésima terceira posição na Billboard 200, vendendo 59 mil copias em sua semana estréia. Foi o seu primeiro álbum desde Paid tha Cost to Be da Boss a não ficar entre os dez primeiros na Billboard 200, sendo também seu álbum com pior desempenho na Billboard R&B/Hip-Hop Albums alcançando apenas a quinta posição, e tendo alcançado a oitava posição na Billboard Top Digital Albums sendo também o primeiro álbum de do rapper a não alcançar as paradas musicais britânicas e australianas. Malice n Wonderland vendeu um número aproximado 300 mil copias. Porem o disco teve dois singles com bom desempenho nas paradas, sendo eles "Gangsta Luv" e "I Wanna Rock".
Em 2011 o rapper lançou o álbum de estúdio Doggumentary. O álbum estreou na oitava posição na Billboard 200, na quarta posição na Billboard R&B/Hip-Hop Albums, e na segunda posição na Billboard Top Rap Albums, vendendo 50,000 copias na primeira semana no Estados Unidos. Ate fevereiro de 2012 o álbum vendeu 249,145 copias no Estados Unidos. Do disco foi retirado o mega-hit "Wet" que alcançou o top dez em mais de vinte e sete países, e recebeu nove certificações de platina em todo o mundo.
Em 2012 apos uma viagem a Jamaica o artista se converteu ao movimento Rastafári, e que lançaria o álbum Reincarnated  inteiramente de Reggae. Álbum esse que foi nomeado ao Grammy Awards na categoria Melhor Álbum de Reggae. O disco liderou a Billboard Top Reggae Albums em 2012.
Em janeiro de 2015 Snoop anunciou oficialmente o seu décimo terceiro álbum de estúdio, intitulado Bush, e que ele foi inteiramente produzido por Pharrell Williams. O disco foi produzido juntamente com as editoras discográficas I Am Other e Columbia Records. O álbum rendeu dois singles "Peaches N Cream" número um na Top Twitter Tracks, e "So Many Pros".

## Álbuns

### Álbuns de estúdio
| Ano                                                                         | Título                                  | Informações do álbum | Melhor posição nas paradas | Melhor posição nas paradas | Melhor posição nas paradas | Melhor posição nas paradas | Melhor posição nas paradas | Melhor posição nas paradas | Melhor posição nas paradas | Melhor posição nas paradas | Melhor posição nas paradas | Melhor posição nas paradas | Vendas                      | Certificações                                                                       |               |
| Ano                                                                         | Título                                  | Informações do álbum | EUA                        | EUA R&B                    | AUS                        | BEL                        | CAN                        | FRA                        | ALE                        | NZL                        | SUI                        | UK                         | Vendas                      | Certificações                                                                       |               |
| --------------------------------------------------------------------------- | --------------------------------------- | --- | -------------------------- | -------------------------- | -------------------------- | -------------------------- | -------------------------- | -------------------------- | -------------------------- | -------------------------- | -------------------------- | -------------------------- | --------------------------- | ----------------------------------------------------------------------------------- | ------------- |
| 1993                                                                        | Doggystyle                              | - 1° álbum de estúdio - Lançado: 23 de Novembro de 1993 - Gravadora: Death Row - Formato: CD, LP, cassette, Download digital                                  | 1                          | 1                          | 24                         | —                          | 10                         | —                          | 21                         | 25                         | 24                         | 38                         | - : 6,500,000 - : 8,000,000 | - : 4× Platina - : Platina - : Platina - : Ouro                                     |               |
| 1996                                                                        | Tha Doggfather                          | - 2° álbum de estúdio - Lançado: 12 de Novembro de 1996 - Gravadora: Death Row - Formato: CD, LP, cassette, Download digital                                  | 1                          | 1                          | 12                         | 45                         | 2                          | 9                          | 23                         | 6                          | 41                         | 15                         | - : 3,300,000 - : 4,000,000 | - : 2× Platina - : Ouro - : Platina                                                 |               |
| 1998                                                                        | Da Game Is to Be Sold, Not to Be Told   | - 3° álbum de estúdio - Lançado: 4 de Agosto de 1998 - Gravadora: No Limit - Formato: CD, LP, cassette, Download digital                                      | 1                          | 1                          | 14                         | —                          | 4                          | 44                         | 24                         | 11                         | 50                         | 28                         | - : 2,000,000 - : 2,400,000 | - : 2× Platina - : Prata - : Platina                                                |               |
| 1999                                                                        | No Limit Top Dogg                       | - 4° álbum de estúdio - Lançado: 11 de Maio de 1999 - Gravadora: No Limit - Formato: CD, LP, cassette, digital download                                       | 2                          | 1                          | 48                         | —                          | 10                         | 53                         | 46                         | 25                         | —                          | 48                         | - : 1,000,000 - : 1,350,831 | - : Platina - : Prata - : Ouro                                                      |               |
| 2000                                                                        | Tha Last Meal                           | - 5° álbum de estúdio - Lançado: 19 de Dezembro de 2000 - Gravadora: No Limit - Formato: CD, LP, cassette, Download digital                                   | 4                          | 1                          | 38                         | 47                         | 15                         | 13                         | 55                         | 19                         | 81                         | 62                         | - : 2,000,000 - : 2,300,000 | - : Platina - : Ouro - : Platina - : Ouro                                           |               |
| 2002                                                                        | Paid tha Cost to Be da Boss             | - 6° álbum de estúdio - Lançado: 28 de Novembro de 2002 - Gravadora: Priority, Capitol - Formato: CD, LP, cassette, Download digital                          | 12                         | 3                          | —                          | 48                         | —                          | 17                         | 46                         | 27                         | 48                         | 64                         | - : 1,000,000 - : 1,300,000 | - : Platina - : Ouro - : Ouro - : Ouro                                              |               |
| 2004                                                                        | R&G (Rhythm & Gangsta): The Masterpiece | - 7° álbum de estúdio - Lançado: 16 de Novembro de 2004 - Gravadora: Doggystyle, Star Trak, Geffen - Formato: CD, LP, cassette, Download digital              | 6                          | 4                          | 38                         | 11                         | 8                          | 14                         | 14                         | 11                         | 13                         | 12                         | - : 2,300,000 - : 3,700,000 | - : 2× Platina - : Ouro - : Platina - : Ouro - : Ouro - : Platina - : Ouro - : Ouro |               |
| 2006                                                                        | Tha Blue Carpet Treatment               | - 8° álbum de estúdio - Lançado: 21 de Novembro de 2006 - Gravadora: Doggystyle, Geffen - Formato: CD, LP, Download digital                                   | 5                          | 2                          | 56                         | 46                         | 10                         | 8                          | 41                         | 20                         | 12                         | 47                         | - : 1,200,000 - : 1,500,000 | - : Platina - : Prata - : Ouro - : Ouro                                             |               |
| 2008                                                                        | Ego Trippin'                            | - 9° álbum de estúdio - Lançado: 11 de Março de 2008 - Gravadora: Doggystyle, Geffen - Formato: CD, LP, Download digital                                      | 3                          | 2                          | 29                         | 27                         | 3                          | 19                         | 29                         | 24                         | 9                          | 23                         | - : 400,000 - : 785,247     | - : Ouro                                                                            |               |
| 2009                                                                        | Malice n Wonderland                     | - 10° álbum de estúdio - Lançado: 8 de Dezembro de 2009 - Gravadora: Doggystyle, Priority - Formato: CD, LP, digital download                                 | 23                         | 5                          | —                          | —                          | 70                         | 62                         | —                          | —                          | 74                         | 155                        | - : 300,000 - : 350,000     |                                                                                     |               |
| 2011                                                                        | Doggumentary                            | - 11° álbum de estúdio - Lançado: 29 de Março de 2011 - Label: Doggystyle, Priority - Formato: CD, LP, Download digital                                       | 8                          | 4                          | 12                         | 30                         | 28                         | 36                         | 44                         | 35                         | 16                         | 44                         | - : 250,000 - : 260,000     |                                                                                     |               |
| 2013                                                                        | Reincarnated                            | - 12° álbum de estúdio - Lançado: 23 de Abril de 2013 - Gravadora: Berhane Sound System, Mad Decent, VICE, RCA - Formato: CD, LP, Download digital - Indicado | 16                         | —                          | 23                         | 45                         | 14                         | 56                         | 20                         | 31                         | 13                         | 34                         | - : 50,000 - : 104,000      |                                                                                     |               |
| 2015                                                                        | Bush                                    | - 13° álbum de estúdio - Lançamento: 12 de Maio de 2015 - Gravadora: I Am Other - Formato: CD, LP, Download digital                                           | A ser lançado              | A ser lançado              | A ser lançado              | A ser lançado              | A ser lançado              | A ser lançado              | A ser lançado              | A ser lançado              | A ser lançado              | A ser lançado              | A ser lançado               | A ser lançado                                                                       | A ser lançado |
| "—" Denota álbuns que não entraram na parada ou não foram lançados no país. |                                         | |                            |                            |                            |                            |                            |                            |                            |                            |                            |                            |                             |                                                                                     |               |

### Álbuns colaborativos
| 2000                                                                        | Tha Eastsidaz (Como membro do Tha Eastsidaz)                         | - Lançado: 1 de Fevereiro de 2000 - Gravadora: Dogghouse, TVT - Formato: CD, LP, cassette, digital download | 8   | 5  | 1  | —  | 8 | - : 1,000,000 | - : Platina |
| 2001                                                                        | Duces 'n Trayz: The Old Fashioned Way (Como membro do Tha Eastsidaz) | - Lançado: 31 de julho de 2001 - Gravadora: Doggystyle, TVT - Formato: CD, LP, cassette, digital download   | 4   | 2  | 1  | —  | — | - : 500,000   | - : Ouro    |
| 2004                                                                        | The Hard Way (Como membro do 213)                                    | - Lançado: 17 de agosto de 2004 - Gravadora: TVT - Formato: CD, LP, cassette                                | 4   | 1  | 1  | —  | 3 | - : 500,000   | - : Ouro    |
| 2013                                                                        | 7 Days of Funk (Como membro do 7 Days o Funk)                        | - Lançado: 10 de Dezembro de 2013 - Gravadora: Stones Throw - Formato: CD, LP, digital download             | 159 | 27 | 33 | 27 | — |               |             |
| "—" Denota álbuns que não entraram na parada ou não foram lançados no país. |                                                                      | |     |    |    |    |   |               |             |

### Coletâneas musicais
| 1998                                                                         | Smokefest Underground               | - Lançado: 19 de Maio de 1998 - Gravadora: Death Row - Formato: CD, LP, cassette, digital download     | —   | —  | —  | —   | —  | —  |               |
| 2000                                                                         | Dead Man Walkin'                    | - Lançado: 31 de Outubro de 2000 - Gravadora: Death Row - Formato: CD, LP, cassette, digital download  | 24  | 11 | 94 | —   | 48 | —  | - : 220,478   |
| 2002                                                                         | Doggy Style Allstars Vol. 1         | - Lançado: 13 de Agosto de 2002 - Gravadora: Doggystyle - Formato: CD, LP, cassette, digital download  | 19  | 8  | 53 | 34  | —  | 72 | - : 1,320,000 |
| 2005                                                                         | Welcome to tha Chuuch: Da Album     | - Lançado: 13 de Dezembro de 2005 - Gravadora: Doggystyle, Koch - Formato: CD, LP, digital download    | 184 | 36 | —  | 184 | —  | —  | - : 15,074    |
| 2007                                                                         | Unreleased Heatrocks                | - Lançado: Janeiro de 2007 - Gravadora: Doggystyle, MySpace Records - Formato: Digital download        | —   | —  | —  | —   | —  | —  |               |
| 2007                                                                         | Legend of Hip Hop                   | - Lançado: 6 de Fevereiro de 2007 - Gravadora: K-Town - Formato: CD, digital download                  | —   | —  | —  | —   | —  | —  |               |
| 2007                                                                         | The Big Squeeze                     | - Gravadora: 24 de Abril de 2007 - Gravadora: Doggystyle, Koch - Formato: CD, digital download         | 71  | 17 | —  | —   | —  | —  |               |
| 2008                                                                         | Getcha Girl Dogg                    | - Lançado: 4 de Janeiro de 2008 - Gravadora: K-Town - Formato: CD, digital download                    | —   | —  | —  | —   | —  | —  |               |
| 2008                                                                         | Christmas in tha Dogg House         | - Lançado: 16 de Dezembro de 2008 - Gravadora: Doggystyle, Gangsta Grooves - Formato: Digital download | —   | —  | —  | —   | —  | —  |               |
| 2009                                                                         | Bacc to tha Chuuch, Vol. 1          | - Lançado: 4 de Agosto de 2009 - Gravadora: Doggystyle, Gangsta Grooves - Formato: Digital download    | —   | —  | —  | —   | —  | —  |               |
| 2009                                                                         | Death Row: The Lost Sessions Vol. 1 | - Lançado: 13 de Outubro de 2009 - Gravadora: WIDEawake, Death Row - Formato: CD, digital download     | 129 | 22 | —  | —   | —  | —  |               |
| 2010                                                                         | The West Coast Blueprint            | - Lançado: 23 de Fevereiro de 2010 - Gravadora: Priority - Formato: CD, digital download               | —   | 84 | —  | —   | —  | —  |               |
| 2010                                                                         | More Malice                         | - Lançado: 23 de Março de 2010 - Gravadora: Doggystyle, Priority - Formato: CD, digital download       | 29  | 10 | —  | —   | —  | —  | - : 15,500    |
| 2010                                                                         | My #1 Priority                      | - Lançado: 13 de Julho de 2010 - Gravadora: Priority - Formato: CD, digital download                   | —   | —  | —  | —   | —  | —  |               |
| "—" denota coletâneas musicais musicais que não entraram nas paradas do país |                                     | |     |    |    |     |    |    |               |

### Álbuns de grandes êxitos
| Ano                                                                               | Título                                  | Detalhes | Melhor posição | Melhor posição | Melhor posição | Melhor posição | Melhor posição | Melhor posição | Melhor posição | Melhor posição | Certificações      |
| Ano                                                                               | Título                                  | Detalhes | EUA            | EUA R&B        | AUS            | BEL            | HOL            | NZL            | SUI            | UK             | Certificações      |
| --------------------------------------------------------------------------------- | --------------------------------------- | --- | -------------- | -------------- | -------------- | -------------- | -------------- | -------------- | -------------- | -------------- | ------------------ |
| 2001                                                                              | Death Row: Snoop Doggy Dogg at His Best | - Lançado: 23 de Outubro de 2001 - Gravadora: Death Row, Priority - Formato: CD, LP, cassette, digital download | 28             | 18             | 86             | —              | 89             | 9              | 80             | 90             | - : Prata - : Ouro |
| 2003                                                                              | Tha Dogg: Best of the Works             | - Lançado: 9 de Dezembro de 2003 - Gravadora: Death Row - Formato: CD, LP, cassette, digital download           | —              | —              | —              | —              | —              | —              | —              | —              | - : 3,000          |
| 2005                                                                              | Snoopified: The Best of Snoop Dogg      | - Lançado: 28 de Setembro de 2005 - Gravadora: Priority - Formato: CD, LP, digital download                     | 121            | 44             | —              | 63             | 72             | —              | 100            | 50             | - : 119.747        |
| "—" denota álbuns de grandes êxitos musicais que não entraram nas paradas do país |                                         | |                |                |                |                |                |                |                |                |                    |

### Trilhas sonoras
| 1994                                                                                 | Murder Was the Case (Snoop Doggy Dogg & Vários artistas) | - Lançado: 15 de outubro de 1994 - Gravadora: Death Row, Interscope - Formato: CD, Vinil                        | 1  | — | 1  | — | — | —  | - : 2,030,000 | - : 2× Platina |
| 2001                                                                                 | The Wash (Dr. Dre, Snoop Dogg & Vários artistas)         | - Lançado: 25 de Setembro de 2001 - Gravadora: Aftermath, Doggystyle, Interscope - Formato: CD, Vinil           | 19 | 2 | 5  | — | — | 9  | - : 2,000,000 | - : 2× Platina |
| 2001                                                                                 | Bones (Snoop Dogg & Vários artistas)                     | - Lançado: 9 de outubro de 2001 - Gravadora: Doggystyle, Priority - Formato: CD, Vinil                          | 39 | 4 | 14 | — | — | —  | - : 1,000,000 | - : Platina    |
| 2011                                                                                 | Mac & Devin Go to High School (Snoop Dogg & Wiz Khalifa) | - Lançado: 13 dezembro 2011 - Gravadora: Rostrum, Doggystyle, Atlantic, Fontana - Formato: CD, digital download | 29 | 3 | 6  | 3 | 9 | 96 | - : 140,500   |                |
| "—" Denota trilhas sonoras que não entraram na parada ou não foram lançados no país. |                                                          | |    |   |    |   |   |    |               |                |

### Extended plays
| 2012                                                                        | Stoner's | - Lançado: 17 de Abril de 2012 - Gravadora: Gangsta Gangsta Online Distribution - Formato: CD, digital download | 167 | 33 | 31 | 23 | - : 2,500 |
| "—" Denota álbuns que não entraram na parada ou não foram lançados no país. |          | |     |    |    |    |           |

### Mixtapes
| Ano  | Detalhes do álbum |
| ---- | --- |
| 2003 | Welcome to tha Chuuch, Vol. 1 - Lançado: 2003 - Gravadora: Doggystyle - Formato: CD, digital download                                                   |
| 2003 | Welcome to tha Chuuch, Vol. 2 - Lançado: 2003 - Gravadora: Doggystyle - Formato: CD, digital download                                                   |
| 2003 | Westside Reloaded (Com DJ Whoo Kid) - Lançado: 24 de Junho de 2003 - Gravadora: Self-released - Formato: CD                                             |
| 2003 | Welcome to tha Chuuch, Vol. 3 - Lançado: 30 de Setembro de 2003 - Gravadora: Doggystyle - Formato: CD, digital download                                 |
| 2004 | Welcome to tha Chuuch, Vol. 4 (Sunday School) - Lançado: 9 de Março de 2004 - Gravadora: Doggystyle - Formato: CD, digital download                     |
| 2004 | Welcome to tha Chuuch, Vol. 5 (The Revival) - Lançado: 20 de Abril de 2004 - Gravadora: Doggystyle - Formato: CD, digital download                      |
| 2005 | Welcome to tha Chuuch, Vol. 6 (Testify) - Lançado: 7 de Fevereiro de 2005 - Gravadora: Doggystyle - Formato: CD, digital download                       |
| 2005 | Welcome to tha Chuuch, Vol. 7 (Step Ya Game Up) - Lançado: 28 de Fevereiro de 2005 - Gravadora: Doggystyle - Formato: CD, digital download              |
| 2005 | Welcome to tha Chuuch, Vol. 8 (Preach Tabernacal) - Lançado: 11 de Abril de 2005 - Gravadora: Doggystyle - Formato: CD, digital download                |
| 2005 | Welcome to tha Chuuch, Vol. 9 (Run Tell Dat) - Lançado: 2005 - Gravadora: Doggystyle - Formato: CD, digital download                                    |
| 2006 | Tha Blue Carpet Treatment Mixtape - Lançado: 18 de Novembro de 2006 - Gravadora: CMP - Formato: CD, digital download                                    |
| 2007 | Mandatory Hyphy (Com JT tha Bigga Figga) - Lançado: 6 de Março de 2007 - Gravadora: Get Low Digital - Formato: CD, digital download                     |
| 2008 | The City Is In Good Hands (Com DJ Drama) - Lançado: 4 de Julho de 2008 - Gravadora: Self-released - Formato: CD, digital download                       |
| 2008 | Landy & Egg Nog: A DPG Christmas (with DJ Whoo Kid) - Lançado: 26 de Dezembro de 2008 - Gravadora: Self-released - Formato: Digital download            |
| 2009 | I Wanna Rock Mixtape - Lançado: 23 de Novembro de 2009 - Gravadora: Self-released - Formato: Digital download                                           |
| 2010 | We da West, Vol. 1 - Lançado: 2 de Março de 2010 - Gravadora: Self-released - Formato: Digital download                                                 |
| 2010 | Tha Unreleased Vol. 1 - Lançado: 15 de Junho de 2010 - Gravadora: Howie McDuffie - Formato: Digital download                                            |
| 2011 | Puff Puff Pass Tuesdays Mixtape Vol. 1 - Lançado: 16 de Fevereiro de 2011 - Gravadora: Self-released - Formato: Digital download                        |
| 2011 | Throw Your Dubs Up (Com Battlecat & MistaJam) - Lançado: 4 de Outubro de 2011 - Gravadora: Doggystyle - Formato: Digital download                       |
| 2012 | That's My Work Vol. 1 (Com Tha Dogg Pound) - Lançado: 2 de Dezembro de 2012 - Gravadora: Gangsta Gangsta Online, Doggystyle - Formato: Digital download |
| 2013 | That's My Work 2 (Com DJ Drama) - Lançado: 28 de Outubro de 2013 - Gravadora: Doggystyle - Formato: Digital download                                    |
| 2014 | That's My Work 3 - Lançado: 27 de fevereiro de 2014 - Gravadora: Doggystyle - Formato: Digital download                                                 |
| 2014 | That's My Work 4 (Com Tha Eastsidaz) - Lançado: 15 de Julho de 2014 - Gravadora: Doggystyle - Formato: Digital download                                 |
| 2014 | That's My Work 5 (Com Tha Dogg Pound) - Lançado: 18 de Setembro de 2014 - Gravadora: Doggystyle - Formato: Digital download                             |

### Álbuns de vídeo
| 2000                                                                                 | The Up in Smoke Tour (Com Dr. Dre, Ice Cube, entre outros) - Lançamento: 5 de Dezembro de 2000 - Gravadora(s): RED Distribution, Eagle Rock (30001) - Formato(s): DVD, UMD, VHS | 1 | 1 | - : 6× Platina - : 7× Platina |
| 2009                                                                                 | 213 - Live in Las Vegas (Como membro do 213) - lançado: 8 de Abril de 2009 - Gravadora: Black Dragon Entertainment - Formato: DVD, Digital download                             | — | — |                               |
| 2009                                                                                 | The Jamaican Episode - lançado: 19 de maio de 2009 - Gravadora: Charly Records - Formato: DVD, CD                                                                               | — | — |                               |
| "—" Denota álbuns de vídeo que não entraram na parada ou não foram lançados no país. | |   |   |                               |